# Hydractinia areolata
Hydractinia areolata är en nässeldjursart som först beskrevs av Joshua Alder 1862.  Hydractinia areolata ingår i släktet Hydractinia och familjen Hydractiniidae. Inga underarter finns listade i Catalogue of Life.